# Vacrothele uncata
Espèce
Vacrothele uncata est une espèce d'araignées mygalomorphes de la famille des Macrothelidae.

## Distribution
Cette espèce est endémique du Yunnan en Chine,. Elle se rencontre dans le xian de Hekou.

## Description
Le mâle holotype mesure 8,51 mm et la femelle paratype 14,77 mm.

## Systématique et taxinomie
Cette espèce a été décrite par Tang, Wu, Zhao et Yang en 2022.

## Publication originale
- Tang, Wu, Zhao & Yang, 2022 : « Description of a new genus and two new species of the funnel-web mygalomorph (Araneae: Mygalomorphae: Macrothelidae) from China with notes on taxonomic amendments. » Zootaxa, no 5125(5), p. 513-535.